# Tel Rumeida

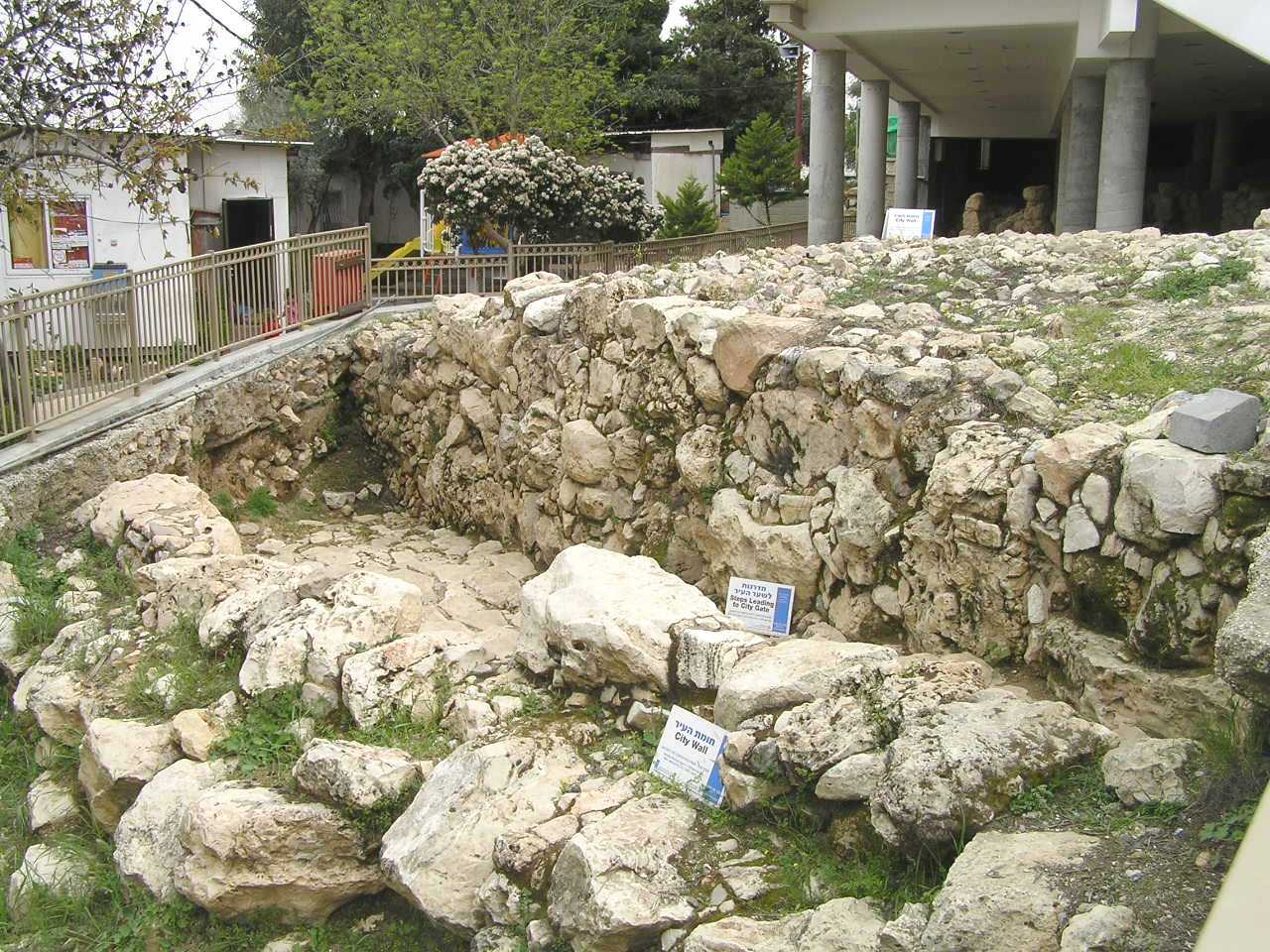
Fouilles à Tel Romeida

Tel Rumeida/Jabla al-Rahama  (arabe : تل رميدة ; hébreu : תל רומיידה) est une zone agricole et résidentielle de la ville d'Hébron, en Cisjordanie. En son sein se trouve un Tell (archéologie) dont les vestiges remontent à la période chalcolithique. Il pourrait s'agir d'une cité royale cananéenne. Certains érudits juifs pensent que c'était l'emplacement de l"'Hébron biblique". C'est également l'emplacement d'un quartier palestinien et d'une colonie israélienne . La communauté internationale considère les colonies israéliennes en Cisjordanie comme illégales au regard du droit international, mais le gouvernement israélien le conteste.
Le fait que Tel Rumeida soit situé à la limite occidentale de la colonie juive d'Hébron permet aux colons de fortifier la présence israélienne dans l'un des endroits les plus sensibles de la ville. L'établissement d'un parc archéologique sur le tel en 2014, et son ouverture au public en 2018 ont permis de faire franchir une étape supplémentaire au projet en renforçant la présence des colons et en leur permettant de prendre le contrôle de zones supplémentaires. 
Aujourd'hui, les colons d'Hébron se comptent par centaines. Après des décennies de tentatives pour construire et vivre à Tel Rumeida, il semble que les colons aient compris qu'en utilisant le tourisme et l'archéologie, ils peuvent conquérir le tel sans avoir à admettre qu'il s'agit d'une colonie. À Hébron, la lutte pour le patrimoine ne peut être séparée de la lutte pour la terre. L'archéologie, dans ce contexte, est devenue un outil efficace pour les colons dans leurs efforts pour asseoir leur emprise sur Hébron. 

## Description topologique
Tel Rumeida est situé sur une pente à l'ouest du vieux quartier d'Hébron, à l'est du Jebel Rumeida. À l'est se trouve une source, 'Ain Judēde. Il se trouve à la limite de la zone administrative H2 et s'étend dans un quartier palestinien. Plusieurs maisons palestiniennes se trouvent au sommet du tell, un autre groupe se trouve au nord, et à l'est par Ein Jadide ('Ain Judēde). Plus bas, au nord-est, se trouvent trois voûtes parallèles à parois épaisses appelées es-Sakawati, et un peu plus à l'est la tombe du cheikh al-Mujahid/Abu es-Sakawati.
Une grande partie des terres appartient ou est exploitée par plusieurs familles palestiniennes, parmi lesquelles les Natshe et les Abu Haikal. Trois lots de terre sont considérés comme étant de propriété juive, ayant été achetés au XIXe siècle par l'ancienne communauté juive hébronite : 2 lots (52 et 53), au nord, et un autre au sud. L'établissement juif s'appelle les Terres de Jesse (Admot Yishai). Un cimetière caraïte, appelé er Rumeidy, existe au nord-ouest, contenant environ 500 tombes.

## Les fouilles archéologiques et la colonie[3]
Les premières fouilles sur le site ont été menées par l'archéologue américain P. Hammond sous le régime jordanien, dans les années 1964-1966. 
Les premières caravanes de la colonie juive de Tel Rumedia sont arrivées en 1984, vers la fin du premier mandat de Yitzhak Shamir en tant que Premier ministre.  Le ministre de la défense de l'époque, Yitzhak Rabin, s'était opposé à l'implantation d'une colonie sur le site. Afin d'empêcher son expansion à d'autres lots, il a lancé des fouilles archéologiques dans des lots identifiés comme appartenant à des Juifs mais qui n'étaient pas encore colonisés. Avec le début de la première Intifada en 1987, les fouilles ont été arrêtées.  Dès le début, le gouvernement israélien a offert aux habitants et à l’implantation une protection militaire, pour donner plus tard, en 1998, la permission officielle à l’installation.
En 1999, à la suite de la demande des colons de construire des habitations permanentes dans la colonie juive de Tel Rumeida, l'Autorité des antiquités d'Israël (IAA) a effectué des fouilles dans la zone. Un groupe d'archéologues de haut niveau s'est opposé à ces fouilles, car elles constituaient une étape préliminaire en vue d'autoriser la construction sur un important site archéologique ancien, ce qui a toujours été contraire aux principes archéologiques. Le groupe a adressé une pétition à la Haute Cour de justice pour empêcher la construction (HCJ 264/99), mais la Haute Cour a rejeté la pétition, approuvant les fouilles et la construction sur le site. 
Aujourd'hui, le quartier d'Admot Yishai est situé à cet endroit et comprend deux groupes résidentiels pour les colons. Un immeuble d'appartements a été construit au-dessus de la zone de fouilles (10 familles), de manière à permettre l'accès du public à la couche archéologique. Un autre groupe d'habitations, sous forme de caravanes (6 familles), est situé à la limite de la zone de fouilles. Les colons n’ont aucune restriction de mouvements dans ce quartier, se déplaçant en véhicule . Ainsi, ils peuvent accéder à travers des « espaces réservés », aux parties de la ville où se trouvent les autres implantations (caveau des Patriarches, colonie Kiryat Arba). De là, ils peuvent se rendre dans les autres colonies ou sur le territoire israélien grâce au système de routes qui, en Cisjordanie, leur est spécialement réservé. Ils sont sous la protection de l’armée et armés. Ils peuvent ainsi mettre en œuvre leur stratégie territoriale qui consiste à étendre leur emprise spatiale.

## Découvertes archéologiques[3]
Les fouilles menées au fil des ans sur le site indiquent que l'implantation humaine dans la région a commencé au quatrième millénaire avant J.-C. pendant la période chalcolithique et au début de l'âge du bronze. La ville a été abandonnée puis reconstruite à l'âge du bronze moyen (2000-1600 avant notre ère). À l'époque, la ville était entourée d'un mur massif en pierre taillée et d'un glacis externe qui soutenait le mur. Ces impressionnantes fortifications soulignent l'importance de la ville à cette époque. Autre preuve à cet effet, une tablette à écriture cunéiforme découverte sur le site, qui atteste d'un système de gouvernance indépendant qui avait entretenu des relations commerciales avec les royaumes environnants. Cette cité a également été abandonnée à la fin de la période.
À partir de l'âge du bronze tardif (1660-1200 avant J.-C.), on trouve des traces de quelques tombes et de quelques pièces de faïence, mais aucune couche de peuplement. L'établissement a été relancé à l'âge du fer (1200-1000 avant notre ère). Les vestiges attestent d'un grand village. Après une absence aux 10e-9e siècles avant J.-C., un nouveau peuplement est apparu au 8e siècle avant J.-C.. Les découvertes de cette période comprennent des habitations privées, des greniers et des estampilles "pour le roi" sur des anses de jarres. À l'époque, Hébron faisait partie du royaume biblique de Juda. La colonie a été détruite et abandonnée en 586 avant J.-C. et a repris vie à l'époque hellénistique et au début de la période romaine (350 avant J.-C. - 1er siècle de notre ère). Des habitations privées de cette période ont été trouvées sur le site. Ce peuplement a pris fin dans la dernière partie du 1er siècle de notre ère. Pendant cette période, Hébron faisait partie de l'Idumée et était appelée "Idoma".  Après une interruption de quelques centaines d'années, le peuplement a été renouvelé à la fin de la période romaine (3-4e siècle de notre ère) et s'est poursuivi pendant la période byzantine. 
Pendant la période byzantine et les premières périodes musulmanes, puis pendant les périodes croisée, ayyoubide, mamelouke et ottomane, le centre de la ville s'était déplacé à l'endroit où se trouve aujourd'hui la vieille ville d'Hébron. Un complexe appelé "Dir el-Arba'in" a été construit sur le site, et a très probablement servi de forteresse et de bâtiment gouvernemental. Plus tard, il a été converti en mosquée.

### Dir el-Arba'in / "Les tombes de Ruth et de Yishai"
Au sommet du Tel, sur son côté ouest, se trouve une structure ancienne appelée Dir el-Arba'in, qui est une enceinte comportant un mur et une porte d'entrée menant à une cour ouverte.  Jusqu'au milieu des années 1990, l'enceinte servait de mosquée. Après le massacre par Baruch Goldstein de musulmans priant au Tombeau des Patriarches en 1994, l'armée a déclaré le site zone militaire. Sous les auspices de l'armée, l'espace a alors été converti en synagogue et les musulmans se sont vus interdire l'entrée pour des raisons de sécurité. Les Juifs d'Hébron appellent ce lieu le "Tombeau de Ruth et de Yishai (Jesse)".